# Gladstone Professor of Greek
Der Gladstone Professor of Greek ist ein akademischer Lehrstuhl für Gräzistik, der zur ursprünglichen Ausstattung bei der Gründung der Universität Liverpool im Jahr 1881 gehörte. Benannt ist der Lehrstuhl nach dem britischen Premierminister William Ewart Gladstone (1809–1898) in Anerkennung seiner wissenschaftlichen Verdienste und aufgrund der engen Verbindung der Familie Gladstone mit Liverpool.
Aufgrund des Niedergangs der Lehre der Klassischen Philologie (englisch classics) in Großbritannien blieb der Lehrstuhl seit 1983 vakant, als sein bis dato letzter Inhaber, Anthony Arthur Long, ihn zugunsten einer Anstellung in den USA aufgab. 2017 wurde er neu mit Christopher Tuplin besetzt.

## Gladstone Professors of Greek
- 1881–1897 Gerald Henry Rendall
- 1898–1906 Gilbert Austin Davies
- 1907–1910 John Linton Myres
- 1911–1914 Carl Ferdinand Friedrich Lehmann-Haupt
- 1919–1921 Alfred Chilton Pearson
- 1922–1950 Archibald Young Campbell
- 1950–1972 Arthur Hilary Armstrong
- 1973–1983 Anthony Arthur Long
- seit 2017 Christopher Tuplin